# Tepetaşpınar, Tarsus
Tepetaşpınar là một xã thuộc huyện Tarsus, tỉnh Mersin, Thổ Nhĩ Kỳ. Dân số thời điểm năm 2011 là 210 người.